# Romania all'Eurovision Young Musicians
La Romania ha debuttato all'Eurovision Young Musicians 2002, svoltosi a Varsavia, in Polonia.

## Partecipazioni
- Primo posto
- Secondo posto
- Terzo posto

| Anno                                    | Artista              | Strumento   | Canzone | Posizione       | Posizione       |
| Anno                                    | Artista              | Strumento   | Canzone | Finale          | Semifinale      |
| --------------------------------------- | -------------------- | ----------- | --- | --------------- | --------------- |
| 2002                                    | Cristian Andrei Fato | Violino     | N.A. | Non qualificata | Non qualificata |
| 2004                                    | Diana Elena Jipa     | Violino     | N.A. | Non qualificata | Non qualificata |
| 2006                                    | Alina Elena Bercu    | Pianoforte  | 1) Concerto per Pianoforte e Orchestra, KV 503, 1° movimento, di Wolfgang Amadeus Mozart | F               | N.A.            |
| 2008                                    | Stefan Besan         | Violino     | 1) The Strolling Fiddler per Violin solo, dalla Suite, di George Enescu 2) Impressioni d'infanzia, in D Maggiore, Op.28, di George Enescu 3) Introduzione e Rondo Capriccioso in A Minore, Op.28, per Violin e Pianoforte, di Camille Saint-Saëns 4) Miniature per Violino e Pianoforte Gheorghe Neaga | Non qualificata | Non qualificata |
| 2010                                    | Ştefan Cazacu        | Violoncello | N.A. | Non qualificata | Non qualificata |
| Nessuna partecipazione dal 2012 al 2024 |                      |             | |                 |                 |